# Premio Jules Janssen

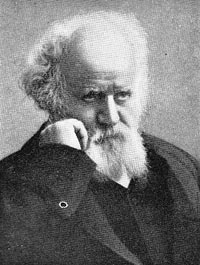
Jules Janssen

El Premio Jules Janssen es el premio más importante de la Sociedad Astronómica de Francia. Creado en 1897 y concedido anualmente, por lo general se da en años alternos a un astrónomo francés y a un astrónomo de otra nacionalidad. Es distinto de la medalla Janssen (creada en 1886), que otorga la Academia de Ciencias de Francia. Ambos premios se denominan así por el astrónomo francés Jules Janssen (1824-1907).

## Premiados
- 1897 Camille Flammarion
- 1898 Samuel Pierpont Langley
- 1899 Auguste Charlois
- 1900 Pierre Puiseux
- 1901 José Joaquín Landerer, Thomas David Anderson y Henri Chrétien
- 1902 Sylvie Camille Flammarion
- 1903 Michel Giacobini
- 1904 Percival Lowell
- 1905 Josep Comas i Solà
- 1906 Edward Emerson Barnard
- 1907 Milan Rastislav Štefánik
- 1908 Edward Charles Pickering
- 1909 William Henry Pickering
- 1910 Philip Herbert Cowell y Andrew Crommelin
- 1911 Jean Bosler
- 1912 Max Wolf
- 1913 Alphonse Louis Nicolas Borrelly
- 1914 Annibale Riccò
- 1917 George Ellery Hale
- 1918 G. Raymond
- 1919 Guillaume Bigourdan
- 1920 Henri-Alexandre Deslandres
- 1921 René Jarry-Desloges
- 1922 Albert Abraham Michelson
- 1923 Aymar de la Baume Pluvinel
- 1924 George Willis Ritchey
- 1925 Eugène Antoniadi
- 1926 Walter Sydney Adams
- 1927 Gustave Ferrié
- 1928 Arthur Eddington
- 1929 Charles Fabry
- 1930 Robert Esnault-Pelterie
- 1931 Albert Einstein
- 1932 Bernard Lyot
- 1933 Harlow Shapley
- 1934 Willem de Sitter
- 1935 Ernest Esclangon
- 1936 Georges Lemaître
- 1937 Giorgio Abetti
- 1938 Jules Baillaud
- 1939 Albert Arnulf
- 1945 Harold Spencer Jones
- 1946 Charles Maurain y Fernand Baldet
- 1947 Jan Hendrik Oort
- 1948 Lucien Henri d'Azambuja
- 1949 Bertil Lindblad
- 1950 André Danjon
- 1951 Gerard Peter Kuiper
- 1952 Frederick John Marrian Stratton
- 1953 André Couder
- 1954 Otto Struve
- 1955 André Lallemand
- 1956 Viktor Ambartsumian
- 1957 Daniel Chalonge
- 1958 Pol Swings
- 1959 Charles Fehrenbach
- 1960 Albert Whitford
- 1961 Jean Coulomb
- 1962 Otto Heckmann
- 1963 Jean Dufay
- 1964 Guglielmo Righini
- 1965 Jean-François Denisse
- 1966 Marcel Minnaert
- 1967 Jean-Claude Pecker
- 1968 Karl-Otto Kiepenheuer
- 1969 Nicolas Stoyko
- 1970 Martin Schwarzschild
- 1971 Jean Rösch
- 1972 Donald Harry Sadler
- 1973 Evry Schatzman
- 1974 Walter Ernst Fricke
- 1975 Pierre Lacroute
- 1976 Donald Howard Menzel
- 1977 James Lequeux
- 1978 Adriaan Blaauw
- 1979 Jean Kovalevsky
- 1980 Lyman Spitzer
- 1981 Georges Courtès
- 1982 Peter van de Kamp
- 1983 Jacques Lévy y Charles Bertaud
- 1984 Cornelis de Jager
- 1985 Paul Muller
- 1986 Marcel Golay
- 1987 Jean Delhaye
- 1988 Gérard de Vaucouleurs
- 1989 Bernard Guinot
- 1990 Herbert Friedman
- 1991 Pierre Mein
- 1992 Luboš Perek
- 1993 Audouin Dollfus
- 1994 Edith Alice Müller
- 1995 François Roddier
- 1996 Michael Perryman
- 1997 Elizabeth Nesme y Serge Koutchmy
- 1998 Michel Mayor
- 1999 Pierre Léna
- 2000 Reinhard Genzel
- 2001 Roger Cayrel
- 2002 Armand H. Delsemme
- 2003 Jean-Paul Zahn
- 2004 Jayant Narlikar
- 2005 Roger-Maurice Bonnet
- 2006 Owen Gingerich
- 2007 Thérèse Encrenaz y Paul Couteau
- 2008 Jan Stenflo
- 2009 Catherine Jeanne Cesarsky
- 2010 Carlton Pennypacker
- 2011 Roger Ferlet
- 2012 Jay Pasachoff
- 2013 Suzanne Débarbat
- 2014 Rafael Rebolo López
- 2015 Suzy Collin-Zahn
- 2016 John Leibacher
- 2017 Françoise Combes
- 2018 Alessandro Morbidelli
- 2019 Hubert Reeves
- 2020 Ewine van Dishoeck
- 2021 Jean-Pierre Luminet
- 2022 Jocelyn Bell Burnell